# 伊斯坦堡地鐵6號線
伊斯坦堡地鐵6號線，正式名稱為M6萊文特－希薩魯斯圖/海峽大學線，是伊斯坦堡地鐵一條全長3.3公里的輕型地鐵路線。此線在2015年4月19日對外開放。除了杜乃爾以外，此線是伊斯坦堡地鐵最短的路線，只設4個車站。

## 外部連結
- İstanbul Ulaşım – M6 Levent – Hisarüstü/Boğaziçi Üniversitesi (official webpage) （土耳其語）

Template:伊斯坦堡地鐵